# Spleen
Em  francês,  o termo spleen representa o estado de tristeza pensativa ou melancolia associado ao poeta  Charles Baudelaire. O spleen baudelairiano é um profundo sentimento de desânimo, isolamento, angústia e tédio existencial, que  Baudelaire exprime em vários dos seus poemas reunidos em  Les Fleurs du mal. Embora o termo tenha sido muito difundido pelo poeta francês durante o decadentismo, já fora utilizado anteriormente, em particular  na literatura do romantismo.
Baudelaire escreve a sua mãe, Madame Aupick, em 30 de dezembro de 1859: 
O que eu sinto é um imenso desânimo, uma sensação de isolamento insuportável, 
  o medo permanente de uma vaga infelicidade, uma total  falta confiança nas minhas forças, uma absoluta ausência de desejo, 
 uma incapacidade de encontrar qualquer  divertimento  que seja.

## Etimologia
A palavra provém do grego splēn. Na língua inglesa significa baço. A conexão entre spleen (o baço) e a melancolia é oriunda da medicina grega e da teoria dos humores. Galeno considerava o baço como a fonte de um dos quatro humores corporais — a bile negra, segregada pelo baço e associada à irritação e à melancolia. Em oposição a esse conceito, o Talmud aponta o baço como o "órgão do riso", ainda que não esteja descartada uma anterior relação com a medicina dos humores sobre esse órgão.
Em alemão, a palavra "spleen", representa a alguém sempre irritadiço. O baço, ao contrário, é chamado de "Milz" (parecido com "Milte", palavra que se dava ao baço em inglês antigo). No século XIX dizia-se que as mulheres mal-humoradas estavam afetados pelo spleen. Em inglês moderno "to vent one's spleen" significa "…expressar sua ira".
Na China, o baço '脾 (pi2)' representa um dos fundamentos do temperamento e supõe-se que tenha influência sobre a força de vontade., "发脾气" é uma expressão análoga ao inglês  "venting one's spleen", significando, em chinês, "ficar zangado".